# Marcus Camby
Pour les articles homonymes, voir Camby.
Marcus D. Camby , né le 22 mars 1974 dans le Connecticut, est un ancien joueur américain de basket-ball évoluant au poste de pivot.
Camby est l'un des meilleurs défenseurs de NBA, puisqu'il est nommé meilleur défenseur de la saison 2006-2007, sélectionné à 4 reprises dans la NBA All-Defensive Team ainsi que l'un des meilleurs contreurs en carrière.

## Carrière universitaire
Il passe trois années à l'université du Massachusetts, avec l'équipe des Minutemen, où il produit de très bonnes statistiques. Il possède un record NCAA pour un premier année, avec 105 contres au total au cours de sa première année et est nommé Atlantic 10's Freshman of the Year. Durant sa deuxième saison, son équipe atteint l'Elite Eight du tournoi NCAA.
Camby remporte le prix John R. Wooden et le Naismith College Player of the Year Award au cours de la saison 1995-1996. Il mène UMass au Final Four de 1996. Dans le tournoi de la NCAA, Camby a établi un record de 43 tirs contrés en 11 matchs. Le 29 avril 1996, Camby annonce qu’il renonce à sa dernière année universitaire et se présente à la draft NBA.

## Carrière professionnelle

### Raptors de Toronto (1996-1998)
Il est sélectionné durant la draft 1996 de la NBA par les Raptors de Toronto. Il réalise deux bonnes saisons au Canada (14,8 points puis 12,1 points de moyenne par rencontre). Le 14 avril 1998, il réalise aussi le premier triple-double de sa carrière (15 points, 12 rebonds, 11 contres) lors de la victoire des siens 96 à 92 contre les Nets du New Jersey. Cinq jours plus tard, il établit un second triple-double (13 points, 11 rebonds, 11 contres) lors de la défaite des siens 78 à 107 contre les 76ers de Philadelphie.

### Knicks de New York (1998-2002)
Le 25 juin 1998, il est échangé aux Knicks de New York contre Charles Oakley, où il passe ses deux premières saison en tant que remplaçant de Patrick Ewing. Durant la saison 1998-1999, marquée par le lock-out, les Knicks terminent avec un bilan de 27-23, suffisant pour se classer 8e et aller en playoffs. Durant les séries éliminatoires, Camby et son coéquipier, Latrell Sprewell, commencent à s’affirmer et les Knicks éliminent le Heat de Miami, tête de série, et battent les Hawks d'Atlanta dans les deux premiers tours de la conférence Est. Ewing se blesse au tendon d'Achille, propulsant Camby à la place de titulaire et permet à son équipe de battre les Pacers de l'Indiana en finale de conférence. Les Knicks deviennent la première équipe, classée huitième, à se rendre en Finales NBA, où ils affrontent les Spurs de San Antonio. Les Spurs battent les Knicks en cinq matchs pour remporter le titre en 1999.
Il confirme les espoirs placés sur lui avec 12,0 points, 11,8 rebonds en 2000 et 11,1 points et 11 rebonds en 2001. Mais il passe sa dernière saison à l'infirmerie, jouant seulement 29 matches sur les 82 possibles.

### Nuggets de Denver (2002-2008)
Le 26 juin 2002, il rejoint les Nuggets de Denver et devient le pivot titulaire des Nuggets.
Non sélectionné pour le All-Star Game 2007, il est très déçu et ne comprend pas pourquoi il n'y participe pas. Il obtient le titre de meilleur défenseur de l'année pour la saison 2006-2007 pendant laquelle il compte 3,3 contres, 1,24 interceptions, 11,2 points et 11,7 rebonds en moyenne par rencontre. Lors de la remise du trophée il ironise sur le fait qu'il est considéré comme le meilleur défenseur par les journalistes spécialisés mais qu'il n'a jamais fait partie de la meilleure équipe (All-Star Team) : « C'est une sorte d'ironie de remporter ce trophée sans figurer dans les meilleures équipes All-NBA ». Il devance Bruce Bowen et Shawn Marion.
Le 26 décembre 2007, il réalise son troisième triple-double en marquant 10 points, prenant 11 rebonds et contrant 10 ballons lors de la victoire des siens 125 à 105 contre les Bucks de Milwaukee. Il n'est pas sélectionné pour le All-Star Game 2008 où deux Nuggets sont présents : Allen Iverson et Carmelo Anthony. Le 16 mars 2008, il réalise son quatrième triple-double en marquant 13 points, prenant 15 rebonds et distribuant 10 passes lors de la victoire des siens 168 à 116 contre les SuperSonics de Seattle. Les Nuggets sont éliminés dès le premier tour par les Lakers de Los Angeles (4-0). Camby finit la saison avec 3,61 contres, 9,1 points et 13,1 rebonds par rencontre en moyenne.

### Clippers de Los Angeles (2008-2010)
Le 15 juillet 2008, Camby est envoyé aux Clippers de Los Angeles, une équipe en pleine reconstruction avec les départs d'Elton Brand et de Corey Maggette et l'arrivée de Baron Davis. Après ce transfert, il déclare être dégoûté et se sentir insulté par les Nuggets de Denver. Camby devrait jouer au poste d'ailier fort et laisser Chris Kaman jouer pivot.
Le 17 décembre 2008, face aux Bulls de Chicago, Camby réalise une énorme performance en prenant 27 rebonds.
En janvier 2009, les Knicks de New York montrent leur intérêt pour Camby. En février, ce sont les Cavaliers de Cleveland qui souhaitent recruter Camby.
Cependant, Camby commence la saison 2009-2010 avec les Clippers.

### Trail Blazers de Portland (2010-2012)
Le 16 février 2010, Marcus Camby arrive à Portland en échange de Steve Blake et Travis Outlaw afin de remplacer Greg Oden et Joel Przybilla blessés de longue date.
Le 23 février, lors de la victoire des siens aux Nets du New Jersey 102 à 93, il se foule la cheville et ne participe pas au match du lendemain aux Raptors de Toronto. Il est de retour le 26 février aux Bulls de Chicago où il joue 42 minutes mais n'empêche pas la défaite des Blazers 115 à 111 après une prolongation.
Le 5 mars 2010, il se tord la cheville gauche lors d'un entraînement.
En avril 2010, les Knicks de New York renouvellent leur intérêt pour Camby mais il resigne pour deux ans chez les Blazers.
En décembre 2010, le Magic d'Orlando montre son intérêt pour Camby.
Le 17 janvier 2011, il se blesse au genou gauche lors de la réception des Timberwolves du Minnesota. À la suite de cette blessure, il souffre d’une déchirure partielle du ménisque du genou gauche et doit se faire opérer.
En septembre 2011, Marcus Camby est attrapé par la police pour possession de drogue. Il écope de 2 000 $ d'amende.
Le 1er février 2012, lors de la réception des Bobcats de Charlotte, il réussit 3 contres en 20 secondes. En mars 2012, il se fait remarquer lors de plusieurs accrochages avec des adversaires. Le 9 mars, il est coupable d'un vilain geste sur Sasha Pavlovic des Celtics de Boston. Le lendemain, il s'accroche avec le français Kevin Seraphin des Wizards de Washington peu avant la mi-temps. Le 14 mars, lors de son dernier match avec les Trail Blazers, il balance au sol Landry Fields des Knicks de New York qui partait en contre-attaque.
Un mois après avoir été transféré, il déclare que les Blazers ont le sentiment d'être maudits par les blessures.

### Rockets de Houston (2012)
Le 15 mars 2012, Marcus Camby est envoyé aux Rockets de Houston en échange de Jonny Flynn, Hasheem Thabeet et un second tour de draft. Le 26 mars, il marque un panier du bout du terrain mais celui-ci est refusé car tiré après le buzzer de fin de troisième quart-temps contre les Kings de Sacramento.

### Retour aux Knicks (2012-2013)
Bien que pressenti au Heat de Miami, il est envoyé, le 9 juillet 2012, aux Knicks de New York, franchise dans laquelle il a évolué de 1998 à 2002. Il est échangé contre Toney Douglas, Josh Harrellson, Jerome Jordan et deux second tour de draft en 2014 et 2015. Il signe un contrat de trois ans moyennant 13,2 millions de dollars alors qu'il recherchait un contrat de 9 millions de dollars sur trois ans.
En octobre 2012, Camby se blesse au mollet gauche et doit être absent entre 7 et 10 jours. Bien qu'il ait juré pouvoir être prêt pour le premier match de la saison, il joue son premier match de la saison lors de la réception des Mavericks de Dallas, le 9 novembre 2012. En décembre, après six matches joués, il souffre d’aponévrosite plantaire.
Le 1er juillet 2013, il est transféré avec Steve Novak, Quentin Richardson, un second tour de draft 2014, un premier tour de draft 2016 et un second tour de draft 2017 aux Raptors de Toronto contre Andrea Bargnani. Cependant, il fait comprendre qu'il ne souhaite pas rester à Toronto ou prendre sa retraite et aimerait rejoindre un candidat au titre. À la suite de cette déclaration, les Bulls de Chicago, les Clippers de Los Angeles et les Rockets de Houston se montrent intéressés.
Le 17 juillet 2013, il est coupé par les Raptors. Il est ensuite fortement pressenti aux Rockets de Houston bien que le Heat de Miami et les Bulls de Chicago se montrent également intéressés.

### Rockets de Houston (2013)
Le 28 juillet 2013, alors qu'il est free agent, il signe aux Rockets de Houston où il souhaite partager son expérience avec Dwight Howard et Omer Asik.
En octobre 2013, il souffre d’une déchirure de la voûte plantaire. Annoncé sur la sellette à cause d'une blessure au pied, Camby est coupé par les Rockets le 27 octobre 2013. Il décide se faire opérer et donc de s'absenter entre deux et trois mois. En février 2014, il envisage d'effectuer son retour en NBA pour pouvoir gagner un titre.

## Palmarès
En franchise
- Champion de la Conférence Est en 1999 avec les Knicks de New York.
- Champion de la Division Nord-Ouest en 2006 avec les Nuggets de Denver.
- Champion de la Division Atlantique en 2013 avec les Knicks de New York.

Distinctions personnelles
- NBA Defensive Player of the Year en 2007.
- NBA All-Defensive First Team en 2007 et 2008.
- NBA All-Defensive Second Team en 2005 et 2006.
- NBA All-Rookie First Team en 1997.
- Détient avec Dikembe Mutombo le record de titres consécutifs de meilleur contreur de la NBA avec 3 titres.
- Meilleur contreur NBA en 1998, 2006, 2007 et 2008.
- Joueur ayant réalisé le plus de contres sur une saison en 2005 (199), 2007 (231), et en 2008 (285).
- 2 fois Joueur de la semaine de la conférence Ouest.
- 1 fois Rookie du mois de la NBA en mars de la saison 1996-1997.

## Statistiques
| Défenseur de l'année | Meilleur joueur de cette catégorie statistique de la saison |

gras = ses meilleures performances

### Saison régulière
| Saison    | Équipe        | Matchs | Titul. | Min./m | % Tir | % 3pts | % LF | Rbds/m. | Pass/m. | Int/m. | Ctr/m. | Pts/m. |
| --------- | ------------- | ------ | ------ | ------ | ----- | ------ | ---- | ------- | ------- | ------ | ------ | ------ |
| 1996-1997 | Toronto       | 63     | 38     | 30.1   | .482  | .143   | .693 | 6.3     | 1.5     | 1.0    | 2.1    | 14.8   |
| 1997-1998 | Toronto       | 63     | 58     | 31.8   | .412  | .000   | .611 | 7.4     | 1.8     | 1.1    | 3.7    | 12.1   |
| 1998-1999 | New York      | 46     | 0      | 20.5   | .521  | .000   | .553 | 5.5     | .3      | .6     | 1.6    | 7.2    |
| 1999-2000 | New York      | 59     | 11     | 26.2   | .480  | .500   | .670 | 7.8     | .8      | .7     | 2.0    | 10.2   |
| 2000-2001 | New York      | 63     | 63     | 33.8   | .524  | .125   | .667 | 11.5    | .8      | 1.0    | 2.2    | 12.0   |
| 2001-2002 | New York      | 29     | 29     | 34.7   | .448  | .000   | .626 | 11.1    | 1.1     | 1.2    | 1.7    | 11.1   |
| 2002-2003 | Denver        | 29     | 9      | 21.2   | .410  | .400   | .660 | 7.2     | 1.6     | .7     | 1.4    | 7.6    |
| 2003-2004 | Denver        | 72     | 72     | 30.0   | .477  | .000   | .721 | 10.1    | 1.8     | 1.2    | 2.6    | 8.6    |
| 2004-2005 | Denver        | 66     | 66     | 30.5   | .465  | .000   | .723 | 10.0    | 2.3     | .9     | 3.0    | 10.3   |
| 2005-2006 | Denver        | 56     | 54     | 33.2   | .465  | .091   | .712 | 11.9    | 2.1     | 1.4    | 3.3    | 12.8   |
| 2006-2007 | Denver        | 70     | 70     | 33.8   | .473  | .000   | .729 | 11.7    | 3.2     | 1.2    | 3.3    | 11.2   |
| 2007-2008 | Denver        | 79     | 79     | 34.9   | .450  | .300   | .708 | 13.1    | 3.3     | 1.1    | 3.6    | 9.1    |
| 2008-2009 | L.A. Clippers | 62     | 55     | 31.0   | .512  | .250   | .725 | 11.1    | 2.0     | .8     | 2.1    | 10.3   |
| 2009-2010 | L.A. Clippers | 51     | 51     | 31.3   | .466  | .333   | .659 | 12.1    | 3.0     | 1.4    | 1.9    | 7.7    |
| 2009-2010 | Portland      | 23     | 23     | 31.2   | .497  | .000   | .581 | 11.1    | 1.5     | 1.1    | 2.0    | 7.0    |
| 2010-2011 | Portland      | 59     | 51     | 26.1   | .398  | .000   | .614 | 10.3    | 2.1     | .7     | 1.6    | 4.7    |
| 2011-2012 | Portland      | 40     | 40     | 22.4   | .416  | .000   | .474 | 8.8     | 1.9     | .8     | 1.4    | 3.8    |
| 2011-2012 | Houston       | 19     | 13     | 24.1   | .484  | .400   | .423 | 9.3     | 1.7     | .9     | 1.5    | 7.1    |
| 2012-2013 | New York      | 24     | 4      | 10.4   | .321  | .000   | .421 | 3.3     | .6      | .3     | .6     | 1.8    |
| Carrière  | Carrière      | 973    | 786    | 29.5   | .466  | .205   | .670 | 9.8     | 1.9     | 1.0    | 2.4    | 9.5    |

### Playoffs
| Saison   | Équipe   | Matchs | Titul. | Min./m | % Tir | % 3pts | % LF | Rbds/m. | Pass/m. | Int/m. | Ctr/m. | Pts/m. |
| -------- | -------- | ------ | ------ | ------ | ----- | ------ | ---- | ------- | ------- | ------ | ------ | ------ |
| 1999     | New York | 20     | 3      | 25.5   | .566  | .000   | .616 | 7.7     | .3      | 1.2    | 1.9    | 10.4   |
| 2000     | New York | 16     | 0      | 24.1   | .337  | .000   | .613 | 7.0     | .4      | .5     | 1.4    | 4.8    |
| 2001     | New York | 4      | 4      | 35.3   | .385  | .000   | .385 | 8.0     | 1.8     | .5     | 2.3    | 6.3    |
| 2004     | Denver   | 5      | 5      | 38.8   | .491  | .500   | .571 | 11.4    | 2.4     | .8     | 1.4    | 12.6   |
| 2005     | Denver   | 5      | 5      | 36.8   | .415  | .000   | .630 | 11.2    | 1.8     | .6     | 3.2    | 10.2   |
| 2006     | Denver   | 5      | 5      | 35.0   | .419  | .000   | .556 | 11.0    | 2.2     | .8     | 2.8    | 11.4   |
| 2007     | Denver   | 5      | 5      | 36.8   | .378  | .000   | .667 | 14.8    | 2.0     | .8     | 3.2    | 7.6    |
| 2008     | Denver   | 4      | 4      | 31.0   | .238  | 1.000  | .333 | 13.3    | 3.0     | 1.0    | 3.0    | 3.3    |
| 2010     | Portland | 6      | 6      | 29.7   | .421  | .000   | .500 | 10.0    | 2.3     | .7     | 1.2    | 5.8    |
| 2011     | Portland | 6      | 6      | 27.8   | .455  | 1.000  | .000 | 9.7     | 1.3     | .7     | 1.5    | 3.5    |
| 2013     | New York | 3      | 0      | 1.0    | 1.000 | .000   | .000 | .7      | .0      | .0     | .0     | .7     |
| Carrière | Carrière | 79     | 43     | 28.4   | .443  | .429   | .578 | 9.0     | 1.2     | .8     | 1.9    | 7.5    |

## Records sur une rencontre en NBA
Les records personnels de Marcus Camby en NBA sont les suivants :
| Type statistique           | Saison régulière | Saison régulière      | Saison régulière | Playoffs | Playoffs                    | Playoffs      |
| Type statistique           | Record           | Adversaire            | Date             | Record   | Adversaire                  | Date          |
| -------------------------- | ---------------- | --------------------- | ---------------- | -------- | --------------------------- | ------------- |
| Points                     | 37               | Hawks d'Atlanta       | 23 mars 1997     | 21       | 3 fois                      | 3 fois        |
| Paniers marqués            | 16               | 76ers de Philadelphie | 18 mars 1997     | 10       | @ Timberwolves du Minnesota | 30 avril 2004 |
| Paniers tentés             | 28               | Hawks d'Atlanta       | 23 mars 1997     | 15       | 3 fois                      | 3 fois        |
| Lancers francs réussis     | 13               | Wizards de Washington | 6 avril 2000     | 9        | @ Pacers de l'Indiana       | 9 juin 1999   |
| Lancers francs tentés      | 16               | Wizards de Washington | 6 avril 2000     | 13       | @ Pacers de l'Indiana       | 9 juin 1999   |
| Paniers à 3 points réussis | 1                | 18 fois               | 18 fois          | 1        | 3 fois                      | 3 fois        |
| Paniers à 3 points tentés  | 2                | 6 fois                | 6 fois           | 1        | 7 fois                      | 7 fois        |
| Rebonds offensifs          | 11               | @ Suns de Phoenix     | 2 janvier 2009   | 8        | Timberwolves du Minnesota   | 24 avril 2004 |
| Rebonds défensifs          | 20               | Hawks d'Atlanta       | 23 janvier 2008  | 17       | @ Spurs de San Antonio      | 25 avril 2007 |
| Rebonds totaux             | 27               | @ Bulls de Chicago    | 17 décembre 2008 | 19       | @ Spurs de San Antonio      | 2 mai 2007    |
| Passes décisives           | 11               | Kings de Sacramento   | 5 avril 2008     | 5        | 5 fois                      | 5 fois        |
| Interceptions              | 6                | Wizards de Washington | 21 décembre 2005 | 4        | 3 fois                      | 3 fois        |
| Contres                    | 11               | 2 fois                | 2 fois           | 6        | 2 fois                      | 2 fois        |
| Minutes jouées             | 49               | 2 fois                | 2 fois           | 44       | Raptors de Toronto          | 22 avril 2001 |

- Double-double : 285 (dont 14 en playoffs)
- Triple-double : 4

## Salaires
| Année       | Équipe        | Salaire       |
| ----------- | ------------- | ------------- |
| 1996-1997   | Raptors       | 2 434 000 $   |
| 1997-1998   | Raptors       | 2 799 240 $   |
| 1998-1999   | Knicks        | 3 164 000 $   |
| 1999-2000   | Knicks        | 5 250 000 $   |
| 2000-2001   | Knicks        | 5 750 000 $   |
| 2001-2002   | Knicks        | 7 300 000 $   |
| 2002-2003   | Nuggets       | 6 750 000 $   |
| 2003-2004   | Nuggets       | 7 250 000 $   |
| 2004-2005   | Nuggets       | 8 500 000 $   |
| 2005-2006   | Nuggets       | 9 150 000 $   |
| 2006-2007   | Nuggets       | 8 800 000 $   |
| 2007-2008   | Nuggets       | 11 250 000 $  |
| 2008-2009   | Clippers      | 10 000 000 $  |
| 2009-2010   | Trail Blazers | 7 650 000 $   |
| 2010-2011   | Trail Blazers | 11 749 832 $  |
| 2011-2012*  | Trail Blazers | 11 227 250 $  |
| 2012-2013   | Knicks        | 4 590 338 $   |
| 2013-2014   | Raptors       | 4 383 773 $   |
| 2013-2014   | Rockets       | 1 399 507 $   |
| Total Gains | Total Gains   | 129 397 940 $ |

Note : * En 2011, le salaire moyen d'un joueur évoluant en NBA est de 5 150 000 $.

## Pour approfondir
- Liste des meilleurs contreurs en NBA par saison.
- Liste des meilleurs contreurs en NBA en carrière.
- Liste des meilleurs rebondeurs en NBA en carrière.
- Liste des joueurs de NBA avec 10 contres et plus sur un match.